# サカティア島
サカティア島（マダガスカル語、Nosy Sakatia）とは、アフリカ大陸の東のインド洋上、マダガスカル島北端部のすぐ西に存在する小さな島の1つである。

## 地理

ベ島とその周辺の地図。サカティア島は、ベ島（Nosy Be）の西にあるNosy Sakatiaと書かれている島である。

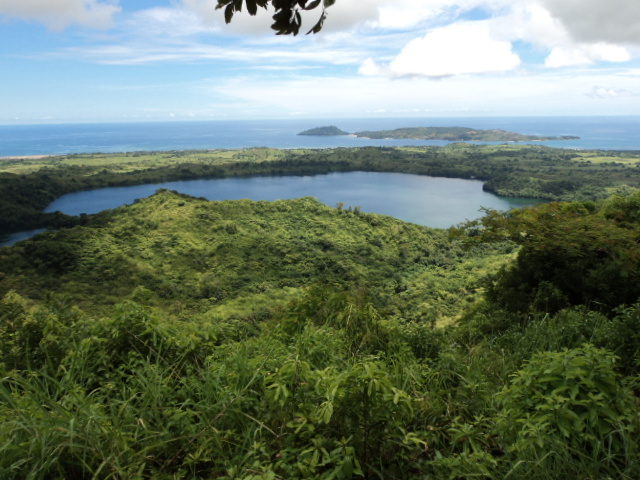
ベ島の中央やや西寄りのPassot山から見たサカティア島。手前に見える水域はベ島内にある湖。その向こうに見える狭い水域の向こう側、一見2つの島に見える細長い島がサカティア島である。

サカティア島は、ベ島の約1 km西に存在する島で、長さ約6 km、幅約2 km程度の小さな島である

。
その具体的な座標は、おおよそ南緯13度18分、東経48度10分付近であり、この場所はマダガスカル北端部のアンツィラナナ州に属している

。
なお、サカティア島の南部のごく一部には、わずかに原生林が残存している

。

## 島民の生活
サカティア島内には3箇所に集落が形成されており、島の人口は合計で約300人程度である

。
島民は漁業や農業をして生活している

。